# Thinouia scandens
Thinouia scandens är en kinesträdsväxtart som beskrevs av Triana & Planch.. Thinouia scandens ingår i släktet Thinouia och familjen kinesträdsväxter. Inga underarter finns listade i Catalogue of Life.